# Перманганатометрія
Пермангана́тометрі́я — титриметричний метод кількісного аналізу, заснований на застосуванні розчинів перманганатів (наприклад, перманганату калію) для визначення вмісту сполук, що мають відновні властивості. Для визначення вмісту окисників використовується зворотнє визначення: перманганатами відтитровують надлишок заздалегідь відомої кількості оксалатної кислоти, що не окиснився до діоксиду вуглецю.

## Визначення
Залежно від pH середовища, перманганат-іони мають різні продукти відновлення. Визначення проводиться у кислому, нейтральному та слабколужному середовищах:
- у сильнокислому середовищі відбувається відновлення до Mn2+:

{\displaystyle \mathrm {MnO_{4}^{-}+8H^{+}+5e^{-}\longrightarrow Mn^{2+}+4H_{2}O} }; E0 = 1,51 В
- у слабкокислому та нейтральному середовищах утворюється малорозчинний оксид MnO2 бурого кольору:

{\displaystyle \mathrm {MnO_{4}^{-}+4H^{+}+3e^{-}\longrightarrow MnO_{2}\downarrow +\ 2H_{2}O} }; E0 = 1,69 В
- у слабколужному середовищі:

{\displaystyle \mathrm {MnO_{4}^{-}+2H_{2}O+3e^{-}\longrightarrow MnO_{2}\downarrow +\ 4OH^{-}} }; E0 = 0,60 B
- у сильнолужному середовищі йони {\displaystyle {\ce {MnO4-}}} відновлюються до йонів {\displaystyle {\ce {MnO4^2-}}}, що супроводжується зміною забарвлення розчину з фіолетового на світло-зелене:

{\displaystyle {\ce {MnO4- + e- -> MnO4^2-}}}; E0 = 0,54 В

## Умови

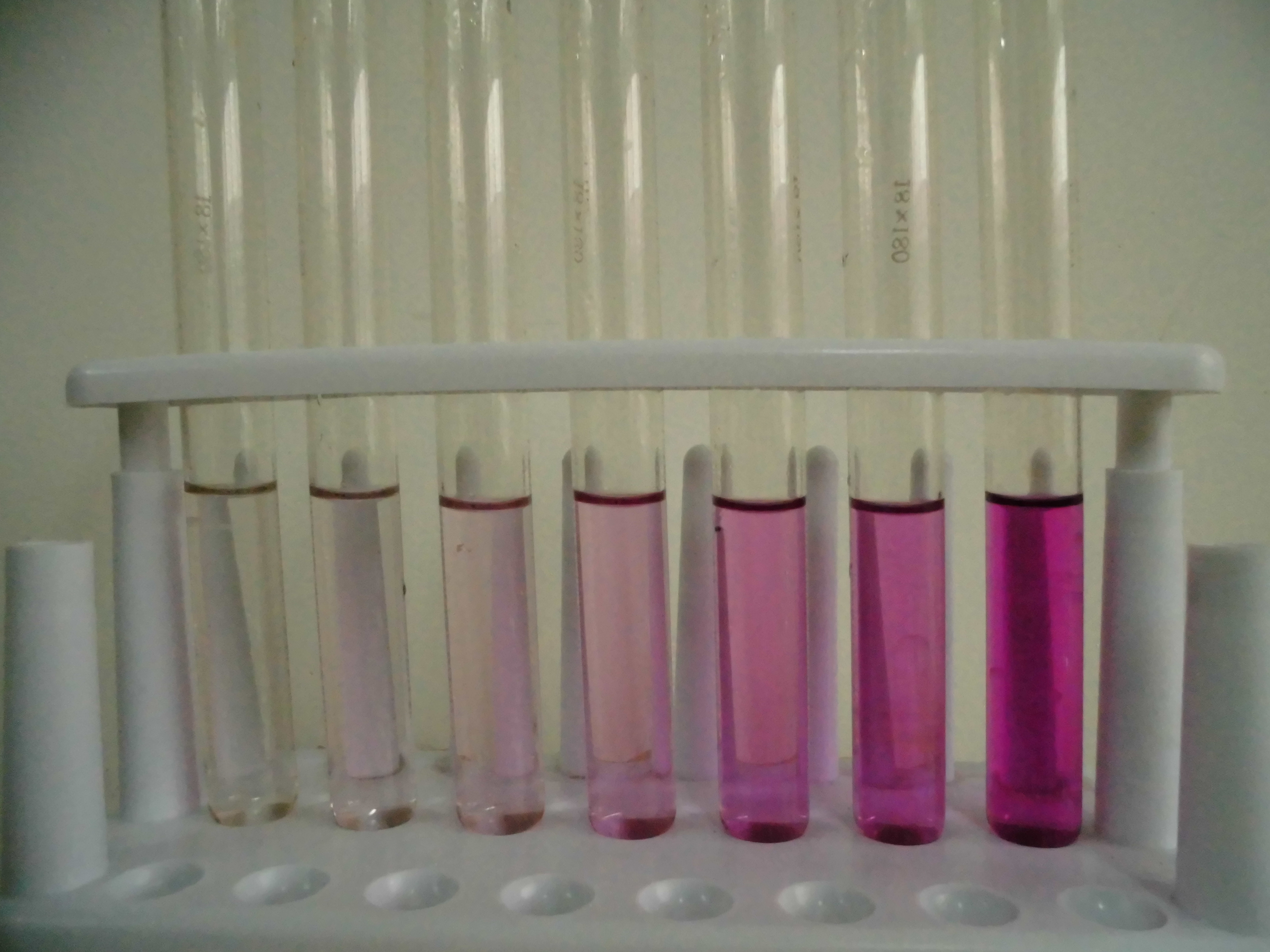
Розчини перманганату калію

Необхідний показник кислотності середовища створюється додаванням сульфатної кислоти. Інші сильні кислоти практично не використовуються: нітратна кислота може додатково окиснювати досліджувану сполуку, що негативно впливає на точність резульnатів, а хлоридна кислота окиснювається перманганатом:
{\displaystyle \mathrm {2Cl^{-}-2e^{-}\rightarrow Cl_{2}} }
Витрати перманганату на окиснення хлорид-іонів спричинюють завищення результатів.
Здебільшого реакцію проводять у сильнокислотному середовищі, що дозволяє не використовувати у визначенні додаткових індикаторів: при взаємодії з окиснюваними речовинами MnO4--іон відновлюється до безбарвного Mn2+, а наступна після точки рівноваги крапля перманганату забарвлюватиме розчин у рожевий колір. Для більшої точності встановлення кінцевої точки титрування застосовуються також потенціометричний та амперометричний методи.

## Застосування
Перманганатометрією можна визначати вміст у розчинах відновники: пероксид водню, нітрити, солі Fe2+:
{\displaystyle \mathrm {2KMnO_{4}+5H_{2}O_{2}+3H_{2}SO_{4}\rightarrow 2MnSO_{4}+K_{2}SO_{4}+5O_{2}+8H_{2}O} }
{\displaystyle \mathrm {2KMnO_{4}+5NaNO_{2}+3H_{2}SO_{4}\rightarrow 2MnSO_{4}+K_{2}SO_{4}+5NaNO_{3}+3H_{2}O} }
{\displaystyle \mathrm {2KMnO_{4}+10FeSO_{4}+8H_{2}SO_{4}\rightarrow 2MnSO_{4}+5Fe_{2}(SO_{4})_{3}+K_{2}SO_{4}+8H_{2}O} }
Цим методом також визначають арсеніти, йодиди, броміди, фосфіти у кислому середовищі; сульфіди, сульфіти, ціаніди, деякі органічні сполуки у слабколужному середовищі.
Вміст кальцію у воді або медичних препаратах визначається титруванням залишковою кількості оксалатної кислоти, котра додавалася у відомому надлишку для зв'язування іонів кальцію у малорозчинний оксалат кальцію:
{\displaystyle \mathrm {Ca^{2+}+C_{2}O_{4}^{2-}\rightarrow CaC_{2}O_{4}\downarrow } }
{\displaystyle \mathrm {2KMnO_{4}+5H_{2}C_{2}O_{4}+3H_{2}SO_{4}\rightarrow 2MnSO_{4}+K_{2}SO_{4}+10CO_{2}+8H_{2}O} }
Аналогічним чином проводиться визначення деяких окисників за допомогою зворотнього титрування: до досліджуваного розчину додається у надлишку відома кількість оксалатної кислоти (рідше солі Мора), а її залишок після окиснення титрується розчином перманганату.

## Стандартизація розчину
Концентрацію розчинів перманганатів встановлюють за титруванням розчину оксалатної кислоти, приготованого з точної наважки ретельно просушеної речовини, у присутності сульфатної кислоти.